# Гора Рудановского
Гора ́Рудановского — высочайшая горная вершина хребта Шренка Западно-Сахалинских гор на острове Сахалин.
Вершина представляет собой обрывистый пик, образованный поднятием горных пород. Высота вершины достигает 924 м.
У подножий горы произрастают елово-пихтовые леса с подлеском из курильского бамбука, на склонах — каменно-березники, у вершины — кедровый стланик.
Вершина названа в честь Н. В. Рудановского (15 ноября 1819 — 2 января 1882) — российский контр-адмирала, картографа, и исследователя Сахалина и Нижнего Амура.